# Trần Thị Hồng
Trần Thị Hồng (sinh 1982) là đại biểu Quốc hội Việt Nam khóa 12, thuộc đoàn đại biểu Hà Nam.